# Brigitte Wujak
Brigitte Wujak (Karl-Marx-Stadt, 1955. március 6. –) olimpiai ezüstérmes kelet-német atléta, távolugró.

## Pályafutása
Egyetlen olimpián vett részt pályafutása alatt. 1980-ban, Moszkvában szerepelt, ahol ezüstérmet szerzett a távolugrás számában. A döntőben 7,04-dal új egyéni és német csúcsot ugrott, mindössze két centiméterrel rövidebbet, mint az olimpiai rekorddal győztes Tatyjana Kolpakova. Wujak itt ugrott egyéni csúcsa máig a negyedik legjobb német eredmény a számban, Heike Drechsler, Helga Radtke és Sabine Paetz teljesített jobbat.
1982-ben hetedik lett az Európa-bajnokságon, majd 1984-ben visszavonult.

## Egyéni legjobbjai
- Távolugrás - 7,04 m (1980)